# Бурбонський палац

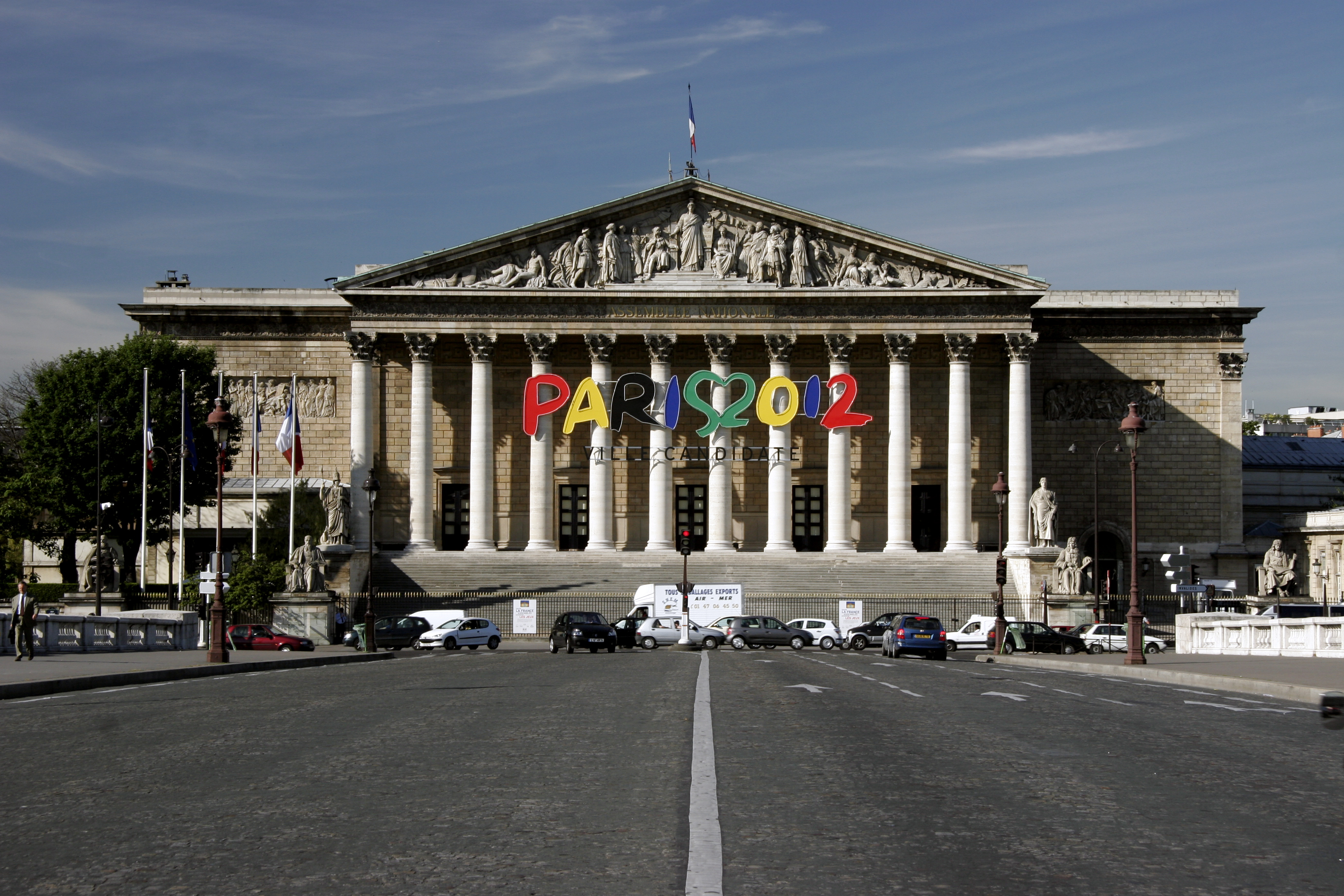
Бурбонский палац

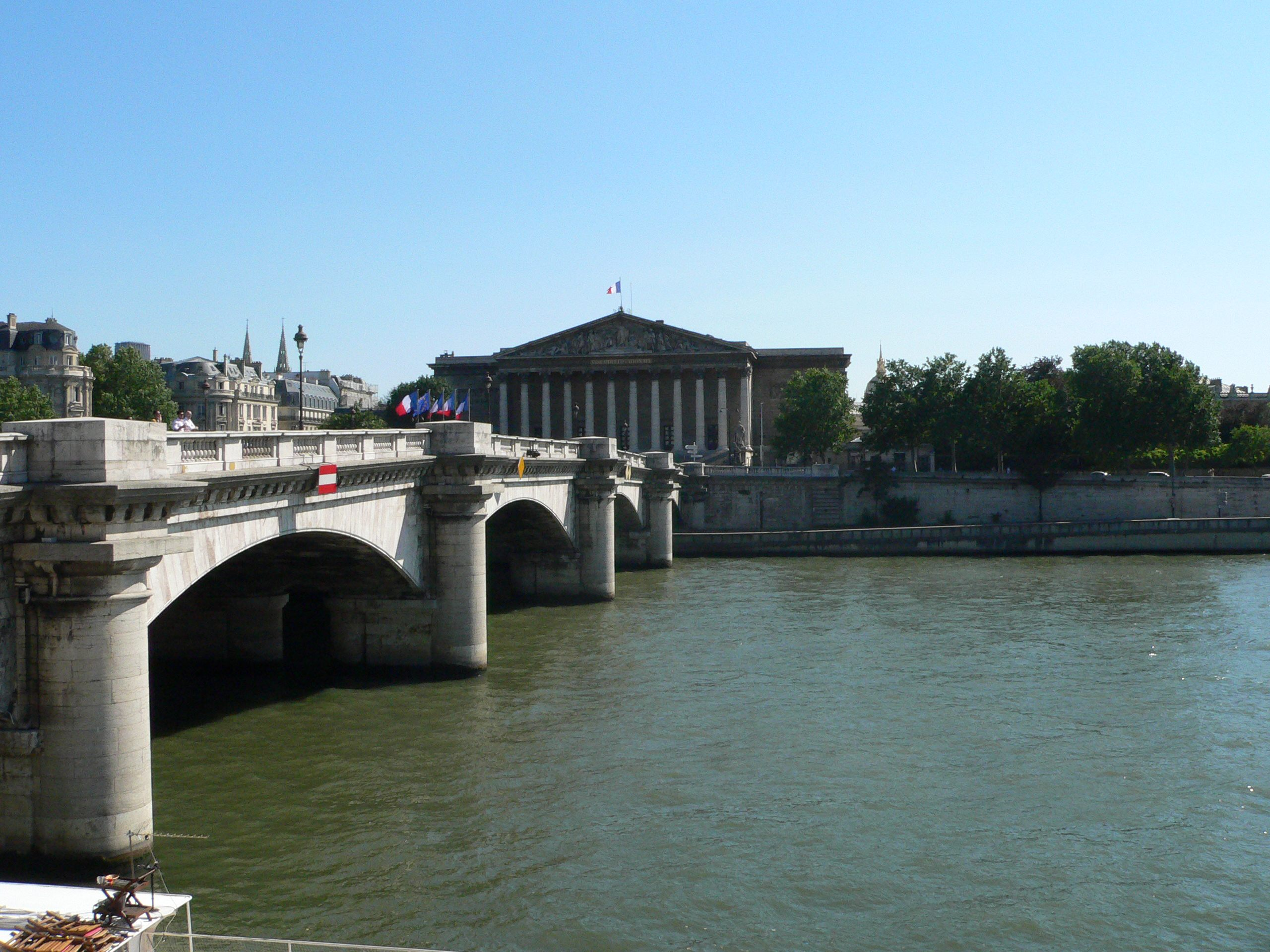
Бурбонский палац з іншого берега Сени

Бурбонский палац (фр. Palais Bourbon) — місце засідань Національної асамблеї Франції в Парижі, на лівому березі Сени, на набережній Орсе навпроти церкви Мадлен та площі Згоди, з якою він з'єднаний мостом Згоди.

## Історія
Будувався у 1722–1728 роках за проєктом Лоренцо Джардіні під спостереженням Жака Габріеля як hôtel particulier (столичний особняк) узаконеної дочки Людовика XIV та маркізи де Монтеспан — герцогині Луїзи-Франсуази Бурбонської.
У 1756 році викуплений Людовиком XV, потім відчужений на користь спадкоємця герцогині, принца Конде, який замовив Жакові-Жермену Суффле розширити палац в стилі класицизму.
У роки Французької революції особняк був націоналізований і використовувався (з 1798) для засідань Ради п'ятисот.
За часів Наполеонівської перебудови Парижа в дусі ампір перед палацом споруджений монументальний портик за зразком римського храму, який калькує схожий фронтон церкви Мадлен на протилежній стороні Сени. Будівництвом фасаду займався в 1803–1807 роках Бернар Пойє.
Реставрація Бурбонів повернула палац колишнім господарям, проте вже у 1827 році він викуплений за астрономічну суму державою для розміщення в ньому парламенту.
У зв'язку з новою функцією знадобилося переоформлення інтер'єрів. Над портиком здіймається фронтон з алегоричним сюжетом, виконаним у 1842 році скульптором Корто. Інші алегоричні барельєфи виконані Франсуа Рюдом і Прадо на крилах будівлі. Майбутній депутат Ежен Делакруа прикрасив приміщення палацової бібліотеки «Історією цивілізації» (1838–1845); там само встановлені Гудонові бюсти Дідро та Вольтера.
Символічно, що добудований після революції міст Конкорд, який провадить до палацу Бурбонів, де зараз міститься парламент, від площі Згоди, було збудовано з використанням каміння зруйнованої Бастилії. Символічний шлях по каменях в'язниці — до будинку демократії.(1)

## Джерело
- Джованна Мажді. «Весь Париж» (2002)